# Lone Rhino
Lone Rhino je debutové sólové studiové album Adriana Belewa. Nahrávání alba probíhalo přibližně ve stejné době, kdy se Belew stal členem King Crimson. Album vyšlo v roce 1982 pod značkou Island Records a produkoval si ho sám Belew.

## Seznam skladeb
| Pořadí | Název               | Hudba              | Text           | Délka |
| ------ | ------------------- | ------------------ | -------------- | ----- |
| 1.     | Big Electric Cat    | Belew              | Belew          | 4:51  |
| 2.     | The Momur           | Belew              | Belew          | 3:45  |
| 3.     | Stop It             | Belew              | Belew          | 2:45  |
| 4.     | The Man In The Moon | Belew              | Belew          | 3:45  |
| 5.     | Naive Guitar        | Belew              | instrumentální | 3:58  |
| 6.     | Hot Sun             | Belew              | instrumentální | 1:29  |
| 7.     | The Lone Rhinoceros | Belew              | Belew          | 3:57  |
| 8.     | Swingline           | Belew              | Belew          | 3:25  |
| 9.     | Adidas In Heat      | Belew              | Belew          | 2:44  |
| 10.    | Animal Grace        | Belew              | Belew          | 3:58  |
| 11.    | The Final Rhino     | Belew, Audie Belew | instrumentální | 1:24  |

## Sestava
- Adrian Belew – kytary, efekty, bicí, perkuse, zpěv
- Christy Bley – akustické piáno, zpěv
- William Janssen – altsaxofon, barytonsaxofon, zpěv
- J. Clifton Mayhugh – baskytara, bezpražcová baskytara, zpěv
- Audie Belew – akustické piáno v „The Final Rhino“